# Pixel 3
Il Pixel 3 ed il Pixel 3 XL sono due smartphone Android facenti parte della linea Google Pixel. Sono stati presentati il 9 ottobre 2018 e commercializzati a partire dal 18 ottobre 2018 negli Stati Uniti e dal 1º novembre 2018 nel resto del mondo. Sostituiscono i Pixel 2 e 2 XL e sono stati sostituiti da Pixel 4 e 4 XL.
Conseguentemente ad un calo delle vendite dei Pixel 3 e 3 XL, il 7 maggio 2019 Google ha presentato una loro variante più economica, Pixel 3a e 3a XL.

## Specifiche

### Design
Pixel 3 e Pixel 3 XL sono disponibili in tre colorazioni: bianco, nero e rosa. Le cornici dello schermo del Pixel 3 sono notevolmente ridotte rispetto al suo predecessore. Entrambi sono stati lanciati con Android Pie, venendo poi aggiornati ad Android 10, 11 e 12. Il Pixel 3 XL è il primo dispositivo Pixel dotato di "notch", che può essere oscurata dalle opzioni sviluppatore.

### Hardware
Gli smartphone montano il system-on-a-chip Qualcomm Snapdragon 845, dispongono del Pixel Visual Core e di 4 GB di RAM. Lo storage può essere da 64 o 128 GB. Entrambi i telefoni sono dotati di retro in vetro e ricarica Qi. Il Google Pixel Stand è in grado di ricaricare senza fili con una potenza fino a 10 W, mentre con altri caricatori sarà limitata a soli 5 W. Sono inoltre dotati di altoparlanti stereo frontali e nessun connettore Jack, come i predecessori. Entrambi dispongono della USB-C per la ricarica e il collegamento di altri accessori. Sono dotati poi degli Active Edge, che consnete di attivare l'Assistente Google stringendo lo smartphone, funzionalità introdotta su Pixel 2 e 2 XL.
I telefoni hanno un grado di protezione IP68 secondo lo standard IEC 60529, una migliorata rispetto alla certificazione IP67 dei predecessori. I telefoni possono infatti essere immersi ad 1,5 m di profondità per 30 minuti.

#### Fotocamera
Pixel 3 e Pixel 3 XL hanno una fotocamera posteriore da 12,2 megapixel, simile ai loro predecessori, ma con alcune nuove funzionalità fotografiche.

### Software
Entrambi i telefoni riceveranno tre anni di aggiornamenti software e aggiornamenti di sicurezza garantiti da Google. Finora sono aggiornabili fino ad Android 12.
Pixel 3 e Pixel 3 XL hanno poi ricevuti alcune funzionalità introdotte sui Pixel 4 e 4 XL, tra cui Live Captions, Google Recorder, il nuovo Assistente Google, modalità Astrofotografia e Top Shot per brevi video.
Il Pixel 3 non dispone della funzione di sblocco vocale disponibile sui dispositivi Pixel precedenti.

### Reti cellulari
| Generazione | Standard                                 | Bande                                                                           |
| ----------- | ---------------------------------------- | ------------------------------------------------------------------------------- |
| 2G          | GSM                                      | 850, 900, 1800, 1900                                                            |
| 3G          | CDMA EVDO Rev A                          | BC0, BC1, BC10 (eccetto SKU giapponesi)                                         |
| 3G          | WCDMA                                    | W1, W2                                                                          |
| 3G          | UMTS / HSPA + / HSDPA                    | 1, 2, 3, 4, 8                                                                   |
| 4G          | LTE-FDD                                  | 1*, 2*, 3*, 4*, 5, 7*, 8, 12, 13, 17, 18, 19, 20, 25*, 26, 28, 29, 32, 66 *, 71 |
| 4G          | LTE-TDD                                  | 38*, 39, 40, 41*, 42, 46                                                        |
| 4G          | *Indica le bande che supportano 4x4 MIMO |                                                                                 |